# Dialium platysepalum
Dialium platysepalum är en ärtväxtart som beskrevs av John Gilbert Baker. Dialium platysepalum ingår i släktet Dialium och familjen ärtväxter. Inga underarter finns listade i Catalogue of Life.